# Karel van de Woestijne
Karel van de Woestijne (Gante, 10 de março de 1878 — Zwijnaarde, 24 de agosto de 1929) foi um escritor belga e irmão do pintor Gustave van de Woestijne. 

## Vida
Ele foi para o ensino médio no Koninklijk Athenaeum (E: Royal Athenaeum) no Ottogracht em Ghent. Ele também estudou filologia germânica na Universidade de Ghent, onde teve contato com o simbolismo francês. Ele morava em Sint-Martens-Latem de abril de 1900 a janeiro de 1904 e de abril de 1905 a novembro de 1906. Aqui ele escreveu Laetemsche brieven over de lente, para seu amigo Adolf Herckenrath (1901). Em 1907 mudou-se para Bruxelas e em 1915 mudou-se para Pamel, onde escreveu De leemen torens juntamente com Herman Teirlinck.
A partir de 1906 foi correspondente do Nieuwe Rotterdamsche Courant em Bruxelas. Entre 1920 e 1929, ele ensinou história da literatura holandesa na Universidade de Ghent. Foi editor sucessivamente das revistas ilustradas de Van Nu en Straks (segunda série, 1896-1901) e Vlaanderen (1903-1907). Da revista ilustrada Vlaanderen, ele se tornou secretário da redação em 1906. De 1925 até sua morte em 1929, ele morou em Zwijnaarde, nas proximidades de Ghent. Foi sepultado no Cemitério do Campo Santo.

## Bibliografia

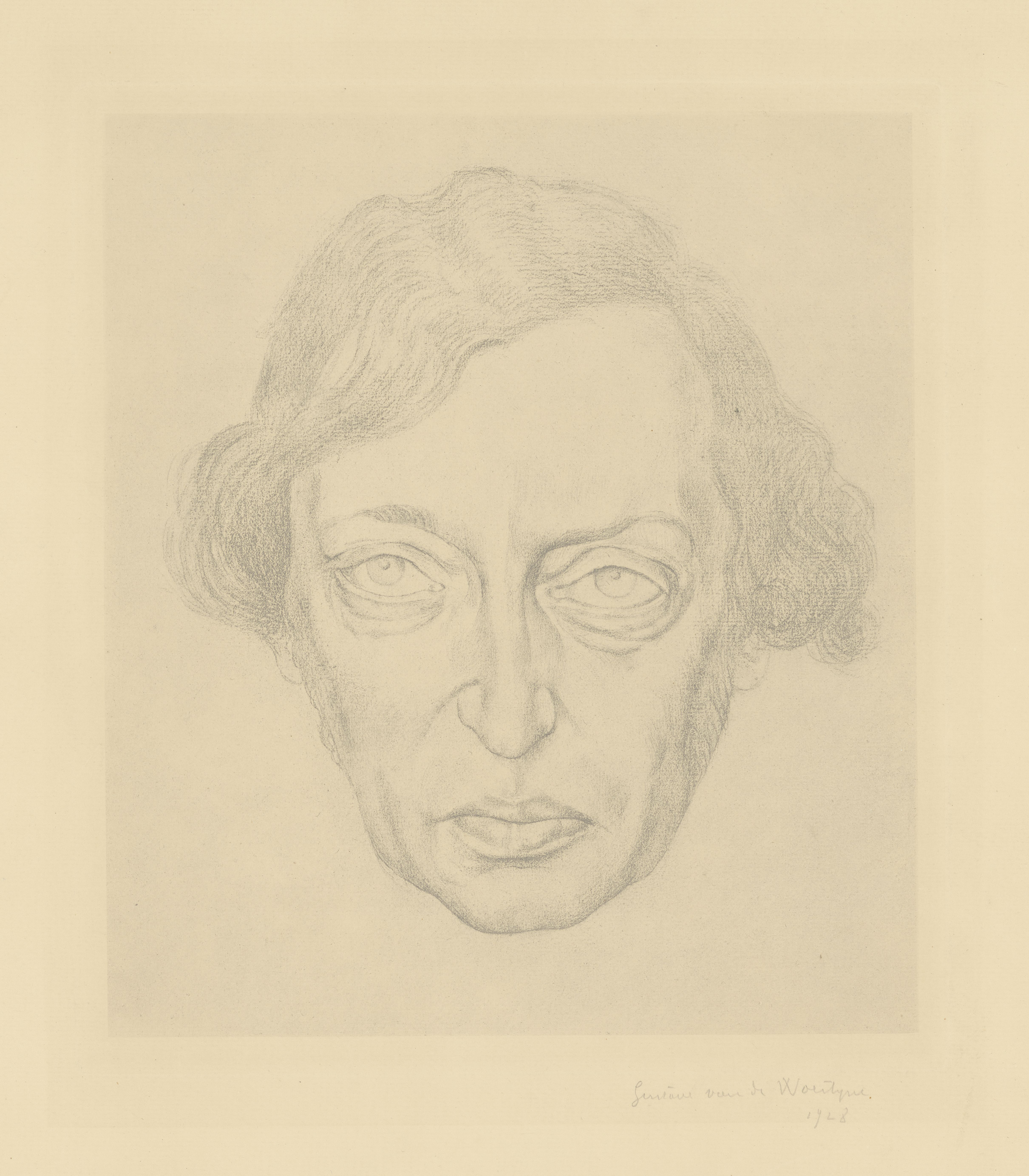
Gustave van de Woestyne - Portret van Karel van de Woestyne (1878-1929) - Koninklijke Bibliotheek van België - S.IV 485